# Колгуевский сельсовет
Колгу́евский сельсовет — сельское поселение в Заполярном районе Ненецкого автономного округа Архангельской области. Располагается на острове Колгуев.
Административный центр и единственный населённый пункт — посёлок Бугрино.

## Население
| 2010 | 2011 | 2012 | 2013 | 2014 | 2015 | 2016 | 2017 | 2018 |
| ---- | ---- | ---- | ---- | ---- | ---- | ---- | ---- | ---- |
| 424  | ↗436 | ↘409 | ↘408 | ↘404 | ↗407 | ↗416 | ↗417 | ↗427 |
| 2019 | 2020 | 2021 | 2023 |      |      |      |      |      |
| →427 | ↗432 | ↘337 | ↘321 |      |      |      |      |      |

### Национальный состав
Русские, ненцы, коми, украинцы.

## Экономика
Основные занятия населения — оленеводство и рыболовство. Бугрино — база СПК «Колгуевский». В 2013−2014 годах из-за отсутствия достаточного количества корма на острове Колгуев произошел массовый падёж оленей. Поголовье сократилось с 12 000 до 200—400.